# Slovakiet ved sommer-OL 2020
Slovakiet deltog under Sommer-OL 2020 i Tokyo som blev afviklet i perioden 23. juli til 8. august 2021.

## Medaljer
| 2020 Tokyo | Guld | Sølv | Bronze | Total |
| Slovakiet  | 1    | 2    | 1      | 4     |

### Medaljevinderne
| Slovakiet under sommer-OL 2020 i Tokyo | Slovakiet under sommer-OL 2020 i Tokyo         | Slovakiet under sommer-OL 2020 i Tokyo | Slovakiet under sommer-OL 2020 i Tokyo | Slovakiet under sommer-OL 2020 i Tokyo |
| Medalje                                | Navn                                           | Sport                                  | Event                                  | Dato                                   |
| -------------------------------------- | ---------------------------------------------- | -------------------------------------- | -------------------------------------- | -------------------------------------- |
| Guld                                   | Zuzana Rehák-Štefečeková                       | Skydning                               | Damernes trap                          | 29. juli                               |
| Sølv                                   | Jakub Grigar                                   | Kano og kajak                          | Mændenes slalom K-1                    | 30. juli                               |
| Sølv                                   | Rory Sabbatini                                 | Golf                                   | Mændenes individuel                    | 1. august                              |
| Bronze                                 | Samuel Baláž Denis Myšák Erik Vlček Adam Botek | Kano og kajak                          | K4 500 m                               | 7. august                              |